# Richard Lustig
Richard Lustig is een Amerikaan die bekendheid verwierf door het winnen van relatief grote prijzen in zeven loterijspellen van 1993 tot 2010. Zijn prijzen bedragen samen meer dan 1 miljoen dollar. Hij schreef hierover het boek Learn How To Increase Your Chances of Winning the Lottery.

## Methode
In een interview met ABC News legde Lustig uit dat hij een methode ontwikkeld had waarmee hij al zijn winsten opnieuw in de loterij investeerde. Hij beval aan om handmatig geselecteerde nummers te gebruiken en herhaaldelijk dezelfde nummers te spelen. Financieel journalist Felix Salmon schreef daarop dat het onduidelijk was of Lustig netto veel geld overhield, aangezien hij ook erg veel loterijbiljetten kocht. Financieel expert Zac Bissonnette beschreef de aanbevelingen van Richard Lustig als "gevaarlijk".
- Library of Congress Control Number: no2011004474
- Virtual International Authority File: 162392013
- WorldCat: E39PBJdx6BH6mwt3gVPFtYtHYP